# نیو تردگار
نیو تردگار (به انگلیسی: New Tredegar) یک منطقهٔ مسکونی در بریتانیا است که در شهرستان مستقل کرفیلی واقع شده‌است. نیو تردگار ۴٬۹۶۶ نفر جمعیت دارد.